# Small Talk (песма)
Small Talk је песма америчке певачице Кејти Пери. Објављена је као самостални сингл, у посредству Capitol Records-а, 9. августа 2019. Објављивање песме најављено је 6. августа 2019. године, на друштвеним мрежама Пери је песму написала заједно са Јакобом Кашером и продуцентима Чарлијем Путом и Јоханом Карлсоном, чланом бенда Carolina Liar.

## Позадина
Чарли Пут је споменуо песму на објави на свом Инстаграм профилу, у јулу 2019. Пери је 6. августа на своје друштвене мреже објавила слике са деловима текста „Isn't it weird / That you've seen me naked / We had conversations about forever / Now it's about the weather okay”. Музички видео је објављен 30. августа 2019. године.